# Ferrovia Lourdes-Pierrefitte-Nestalas
La ferrovia Lourdes – Pierrefitte-Nestalas era una linea ferroviaria francese secondaria che collegava la stazione di Lourdes sulla ferrovia Tolosa-Bayonne con la piccola cittadina di Pierrefitte-Nestalas, attraversando numerosi piccoli centri della valle del fiume Gave de Pau.

## Storia

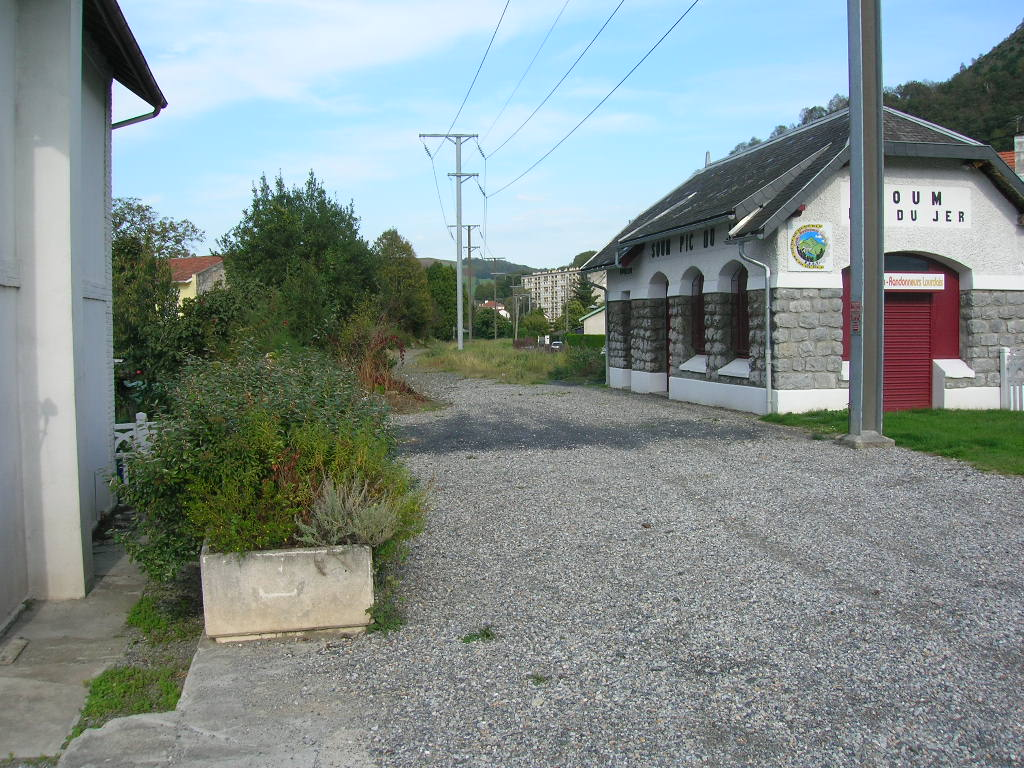
Stazione di Soum-Pic du Jer

Con la costruzione della linea che andava da Tolosa a Bayonne numerosi paesi che si trovavano sparsi sui Pirenei chiesero di essere collegati direttamente alla ferrovia tramite delle strade ferrate minori: nacquero così numerose antenne, così venivano chiamate queste brevi linee che si staccavano dalla ferrovia principale per raggiungere paesi da sempre isolati e raggiungibili esclusivamente tramite mulattiere. Stessa sorte tocca alla ferrovia Lourdes - Pierrefitte-Nestalas che venne aperta al pubblico nel 1871: si trattava di un breve ramo di circa 21 km, a binario unico ed elettrificato, che staccandosi dalla stazione di Lourdes attraversava la valle del Gave fino a raggiungere la cittadina di Pierrefitte-Nestalas. La ferrovia ebbe subito un buon flusso passeggeri e ciò fece ipotizzare un suo prolungamento verso Luz-Saint-Sauveur e Cauterets: a causa delle difficoltà che presentava il territorio si optò invece per la costruzione dell'omonima tranvia.

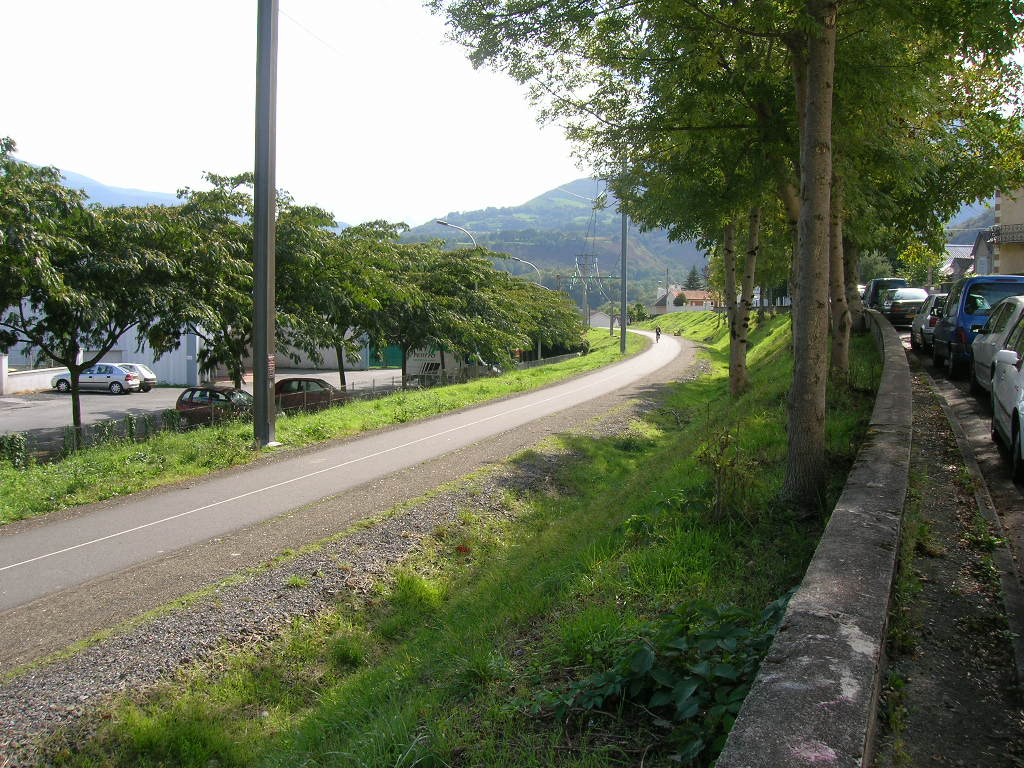
La linea trasformata in pista ciclabile

Nel 1897 venne inaugurata la linea tranviaria per Cauterets, mentre nel 1901 quella per Luz: entrambe avevano il capolinea nei pressi della stazione di Pierrefitte-Nestalas. La costruzione di strade moderne ed efficienti portarono alla chiusura delle tranvie: il tram per Luz cessò definitivamente di circolare nel 1935 e venne smantellato nel 1939, mentre quello per Cauterets nel 1949. La ferrovia, priva quindi della sua funzione d'interscambio, perse numerosi viaggiatori ma continuò ad avere un seppur scarso traffico costituito principalmente da turisti che nel periodo estivo affollavano i piccoli borghi pirenaici nonché pellegrini che soggiornavano nella vicina Lourdes: proprio nel territorio della città mariana era presente la piccola stazione di Soum - Pic du Jer nelle cui vicinanze era presente la funivia del Beout e la funicolare del Pic du Jer, e dal 1899 al 1930 il capolinea della tranvia urbana, oltre a quello posto nei pressi della stazione di Lourdes.
Durante l'estate del 1975 e del 1976 la ferrovia ebbe un ultimo sussulto con l'istituzione di corse dirette tra Pierrefitte-Nestalas e Parigi: il 13 settembre 1976 la linea venne definitivamente chiusa.
Dopo la chiusura la ferrovia è stata smantellata ed il tracciato è stato trasformato in una sorta di percorso ciclabile e pedonale, chiamata Via Verde del Gave, lungo circa 17 km per un dislivello di 14 metri, che parte dalla zona di Soum fino a raggiungere la vecchia stazione di Pierrefitte-Nestalas. I restanti quattro chilometri invece sono quelli che partono dalla stazione di Lourdes, i quali risultano essere ancora armati ed utilizzati come asta di manovra per i numerosi convogli riservati ai pellegrinaggi.

## Percorso

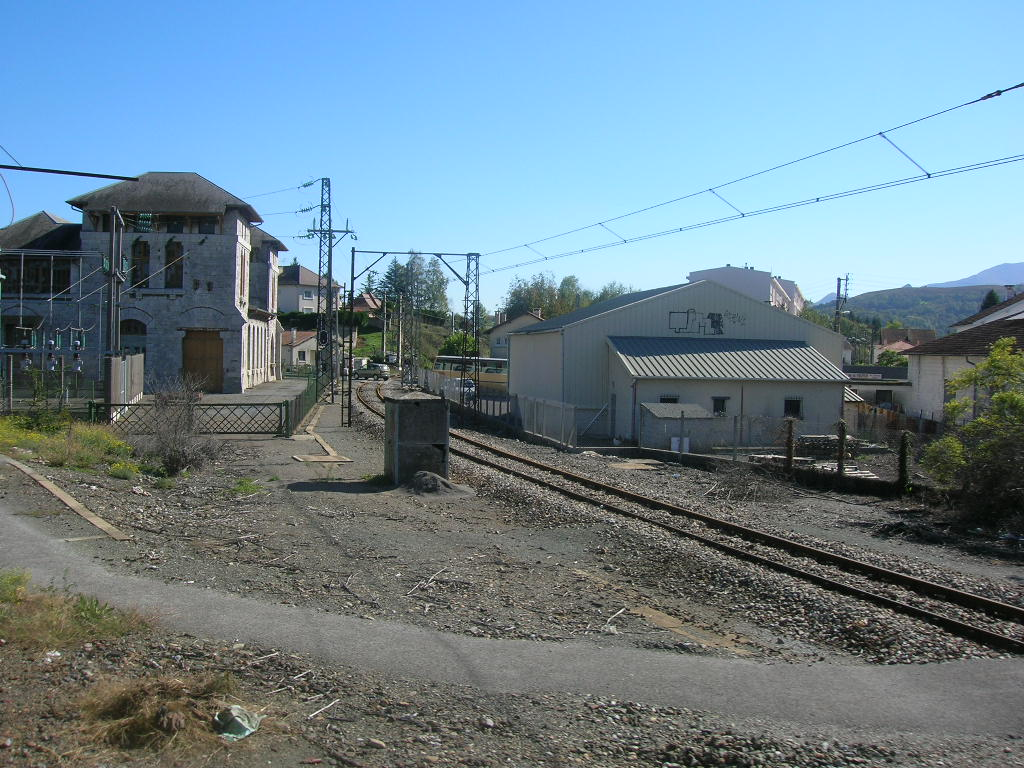
Il bivio per Pierrefitte-Nestalas subito dopo la stazione di Lourdes

| Continuation backward |

| Station on track |

|  |  | Unknown route-map component "xABZgl" | Unknown route-map component "CONTfq" |  |

| Unknown route-map component "exHST" |

| Unknown route-map component "exHST" |

| Unknown route-map component "exHST" |

| Unknown route-map component "exHST" |

| Unknown route-map component "exHST" |

| Unknown route-map component "exBHF" |

| Unknown route-map component "exHST" |

| Unknown route-map component "exHST" |

| Unknown route-map component "exHST" |

| Unknown route-map component "exKBHFe" |

| Unknown route-map component "uexKBHFa" |

|  |  | Unknown route-map component "uexABZg+l" | Unknown route-map component "uexCONTfq" |  |

| Unused urban continuation forward |